# Коли вона повернеться?
«Коли вона повернеться?» (порт. Que Horas Ela Volta?) — бразильський драматичний фільм, знятий Анною Майлаерт. Світова прем'єра стрічки відбулась 25 січня 2015 року на кінофестивалі «Санденс». Також стрічка була показана в секції «Панорама» Берлінського кінофестивалю. Фільм був висунутий Бразилією на премію «Оскар-2016» у номінації «найкращий фільм іноземною мовою».

## У ролях
- Режіна Казе — Вел
- Мішель Жуелсаш — Фабінью
- Каміла Марділья — Джессіка
- Карін Телес — Барбара
- Лоуренко Мутареллі — Карлос

## Визнання
| Нагороди та номінації фільму «Коли вона повернеться?» | Нагороди та номінації фільму «Коли вона повернеться?» | Нагороди та номінації фільму «Коли вона повернеться?» | Нагороди та номінації фільму «Коли вона повернеться?» | Нагороди та номінації фільму «Коли вона повернеться?» | Нагороди та номінації фільму «Коли вона повернеться?» |
| Рік                                                   | Нагорода                                              | Категорія                                             | Номінант                                              | Результат                                             |                                                       |
| ----------------------------------------------------- | ----------------------------------------------------- | ----------------------------------------------------- | ----------------------------------------------------- | ----------------------------------------------------- | ----------------------------------------------------- |
| 2015                                                  | Берлінський кінофестиваль                             | Нагорода C.I.C.A.E. («Панорама»)                      | «Коли вона повернеться?»                              | Перемога                                              |                                                       |
| 2015                                                  | Берлінський кінофестиваль                             | Приз глядацької аудиторії («Панорама»)                | «Коли вона повернеться?»                              | Перемога                                              |                                                       |
| 2015                                                  | Міжнародний кінофестиваль RiverRun                    | Приз журі за найкращий сценарій                       | Анна Майлаерт                                         | Перемога                                              |                                                       |
| 2015                                                  | Сієтлський міжнародний кінофестиваль                  | Найкраща жіноча роль                                  | Режіна Казе                                           | Номінація                                             |                                                       |
| 2015                                                  | Кінофестиваль «Санденс»                               | Спеціальний приз журі («Світове кіно» — Драма)        | «Коли вона повернеться?»                              | Перемога                                              |                                                       |
| 2015                                                  | Кінофестиваль «Санденс»                               | Ґран-прі журі («Світове кіно» — Драма)                | «Коли вона повернеться?»                              | Номінація                                             |                                                       |
| 2015                                                  | Світове кіно в Амстердамі                             | Приз глядацької аудиторії                             | «Коли вона повернеться?»                              | Перемога                                              |                                                       |